# AKINA EAST LIVE INDEX-XXIII
『AKINA EAST LIVE INDEX-XXIII』（アキナ・イースト・ライブ・インデックス23）は、日本の歌手中森明菜のスペシャル・ライブAKINA INDEX-XXIII The 8th Anniversaryのライブ音源と映像を収めたライブ・アルバムとライブ・ビデオ。いずれもワーナー・パイオニア（現：ワーナーミュージック・ジャパン）からリリースされた。

## ライブ・アルバム
『AKINA EAST LIVE INDEX-XXIII』（アキナ・イースト・ライブ・インデックス23）は、日本の歌手中森明菜のライブ・アルバム。このアルバムは1989年11月17日にワーナー・パイオニアよりリリースされた (2CD: 45L2-126/7, 2GOLD CD: 54L2-5106/7, CT: 42L4-126)。

### 概要
『AKINA EAST LIVE INDEX-XXIII』は、1989年4月29日と4月30日に、よみうりランドEASTにて開催されたスペシャル・ライブThe 8th Anniversaryのライブ・アルバムである。中森にとって、本作が初のライブ・アルバムとなった。
このアルバムは、1989年11月17日に、2枚組CD (45L2-126/7)、2枚組GOLD CD (54L2-5106/7)、コンパクトカセット (42L4-126)の3形態で同時発売された。コンパクトカセット盤のみ、メモ帳が封入され、64ページのブックレット仕様（他メディアのブックレットと内容自体は同じ）となっている。
本作リリース後の11月28日にはライブ・ビデオ盤の『AKINA EAST LIVE INDEX-XXIII』をリリースした。
1992年11月10日に、廉価盤 (CD: WPCL-690/1)で本作が再発売以降、久しく再発売がなかったが、2011年5月11日に『ゴールデン☆ベスト AKINA EAST LIVE INDEX-XXIII (2011リマスター) 』 (CD: WPCL-10946/7)として24bit最新デジタルリマスタリング盤で再発売された。

### 批評
『CDジャーナル』は、このライブ・アルバムについて「『少女A』『DESIRE -情熱-』などを含むベスト的な作品だ。」とコメントした。

### 記録
本作は、オリコン週間アルバムチャートの1989年11月27日付で最高順位6位を記録、別集計となったGOLD CD盤 (54L2-5106〜7)は最高順位10位を記録した。この他の形態別での同社チャートでは、カセット盤 (42L4-126)が最高順位5位を記録し、CD盤 (45L2-126〜7)が最高順位6位を記録している。

### 収録曲
| #         | タイトル                          | 作詞                                      | 作曲                | 時間  |
| --------- | --------------------------------- | ----------------------------------------- | ------------------- | ----- |
| 1.        | 「TATTOO」                        | 森由里子                                  | 関根安里            | 5:22  |
| 2.        | 「DESIRE -情熱-」                 | 阿木燿子                                  | 鈴木キサブロー      | 4:30  |
| 3.        | 「Fin」                           | 松本一起                                  | 佐藤健              | 4:07  |
| 4.        | 「SOLITUDE」                      | 湯川れい子                                | タケカワユキヒデ    | 4:14  |
| 5.        | 「BLONDE」                        | BIDDU・WINSTON SELA・麻生圭子（日本語詞） | BIDDU・WINSTON SELA | 3:50  |
| 6.        | 「I MISSED "THE SHOCK"」          | Qumico Fucci                              | Qumico Fucci        | 3:37  |
| 7.        | 「SAND BEIGE -砂漠へ-」           | 許瑛子                                    | 都志見隆            | 2:50  |
| 8.        | 「AL-MAUJ (アルマージ)」          | 大津あきら                                | 佐藤隆              | 3:59  |
| 9.        | 「ジプシー・クイーン」            | 松本一起                                  | 国安わたる          | 4:13  |
| 10.       | 「TANGO NOIR」                    | 冬杜花代子                                | 都志見隆            | 4:07  |
| 11.       | 「ミ・アモーレ〔Meu amor é･･･〕」 | 康珍化                                    | 松岡直也            | 3:39  |
| 合計時間: | 合計時間:                         | 合計時間:                                 | 合計時間:           | 44:33 |

| #         | タイトル                      | 作詞       | 作曲       | 時間  |
| --------- | ----------------------------- | ---------- | ---------- | ----- |
| 1.        | 「スローモーション」          | 来生えつこ | 来生たかお | 3:20  |
| 2.        | 「トワイライト -夕暮れ便り-」 | 来生えつこ | 来生たかお | 2:54  |
| 3.        | 「セカンド・ラブ」            | 来生えつこ | 来生たかお | 2:44  |
| 4.        | 「難破船」                    | 加藤登紀子 | 加藤登紀子 | 4:26  |
| 5.        | 「飾りじゃないのよ涙は」      | 井上陽水   | 井上陽水   | 4:13  |
| 6.        | 「禁区」                      | 売野雅勇   | 細野晴臣   | 2:25  |
| 7.        | 「少女A」                     | 売野雅勇   | 芹澤廣明   | 3:28  |
| 8.        | 「十戒 (1984)」               | 売野雅勇   | 高中正義   | 2:39  |
| 9.        | 「1⁄2の神話」                 | 売野雅勇   | 大沢誉志幸 | 3:35  |
| 10.       | 「サザン・ウインド」          | 来生えつこ | 玉置浩二   | 2:46  |
| 11.       | 「北ウイング」                | 康珍化     | 林哲司     | 3:46  |
| 12.       | 「Blue On Pink」              | 三浦徳子   | 国安わたる | 3:37  |
| 13.       | 「LIAR」                      | 白峰美津子 | 和泉一弥   | 4:49  |
| 合計時間: | 合計時間:                     | 合計時間:  | 合計時間:  | 44:45 |

### リリース履歴
| 発売日         | レーベル                       | 規格      | 品番           | 備考                         |
| -------------- | ------------------------------ | --------- | -------------- | ---------------------------- |
| 1989年11月17日 | ワーナー・パイオニア           | CT        | 42L4-126〜7    |                              |
| 1989年11月17日 | ワーナー・パイオニア           | 2-GOLD CD | 54L2-5106〜7   |                              |
| 1989年11月17日 | ワーナー・パイオニア           | 2-CD      | 45L2-126〜7    |                              |
| 1992年11月10日 | ワーナーミュージック・ジャパン | 2-CD      | WPCL-690〜1    | [ 7 ]                        |
| 2011年5月11日  | ワーナーミュージック・ジャパン | 2-CD      | WPCL-10946～7  | 2011リマスター               |
| 2022年3月16日  | ワーナーミュージック・ジャパン | 2-CD      | WPCL-13370～1  | 2022ラッカーマスターサウンド |
| 2022年4月23日  | ワーナーミュージック・ジャパン | 4-LP      | WPJL-10157～60 | 2022ラッカーマスターサウンド |

## ライブ・ビデオ
『AKINA EAST LIVE INDEX-XXIII』（アキナ・イースト・ライブ・インデックス23）は、日本の歌手中森明菜のライブ・ビデオ。この映像作品は1989年11月28日にワーナー・パイオニアよりリリースされた (VHS: 75L8-8061, LD: 75L6-8061)。

### 概要
『AKINA EAST LIVE INDEX-XXIII』は、スペシャル・ライブThe 8th Anniversaryのライブ・ビデオである。この映像作品は、1989年11月28日に、VHS (75L8-8061)とレーザーディスク (75L6-8061)の2形態で同時発売された。ライブ・アルバム盤の『AKINA EAST LIVE INDEX-XXIII』では、ライブの曲順通りに収録されており、ライブ・ビデオでは、曲順を入れ替えた編集となっている。また、ライブ・ビデオには、MCの模様が収録された。本作は、2000年にDVD化され、2006年には5.1chサラウンド音声で再発売された。この映像作品は、現在まで複数再発売されている。
2022年4月30日には中森のデビュー40周年を記念し、NHK BSプレミアム、およびNHK BS4Kにて同映像のデジタル・リマスター版が『伝説のコンサート「中森明菜 スペシャル・ライブ1989リマスター版」』として放送された（更に同年7月9日にNHK総合でも放送された）。

### 批評
『CDジャーナル』は、この映像作品について「歌に込められた彼女の気迫に圧倒されるステージだ。」と評した。

### 収録曲
| #   | タイトル                          | 作詞                                      | 作曲                |
| --- | --------------------------------- | ----------------------------------------- | ------------------- |
| 1.  | 「TATTOO」                        | 森由里子                                  | 関根安里            |
| 2.  | 「DESIRE -情熱-」                 | 阿木燿子                                  | 鈴木キサブロー      |
| 3.  | 「Fin」                           | 松本一起                                  | 佐藤健              |
| 4.  | 「SOLITUDE」                      | 湯川れい子                                | タケカワユキヒデ    |
| 5.  | 「BLONDE」                        | BIDDU・WINSTON SELA・麻生圭子（日本語詞） | BIDDU・WINSTON SELA |
| 6.  | 「I MISSED "THE SHOCK"」          | Qumico Fucci                              | Qumico Fucci        |
| 7.  | 「SAND BEIGE -砂漠へ-」           | 許瑛子                                    | 都志見隆            |
| 8.  | 「AL-MAUJ (アルマージ)」          | 大津あきら                                | 佐藤隆              |
| 9.  | 「ジプシー・クイーン」            | 松本一起                                  | 国安わたる          |
| 10. | 「TANGO NOIR」                    | 冬杜花代子                                | 都志見隆            |
| 11. | 「ミ・アモーレ〔Meu amor é･･･〕」 | 康珍化                                    | 松岡直也            |
| 12. | 「難破船」                        | 加藤登紀子                                | 加藤登紀子          |
| 13. | 「飾りじゃないのよ涙は」          | 井上陽水                                  | 井上陽水            |
| 14. | 「禁区」                          | 売野雅勇                                  | 細野晴臣            |
| 15. | 「少女A」                         | 売野雅勇                                  | 芹澤廣明            |
| 16. | 「十戒 (1984)」                   | 売野雅勇                                  | 高中正義            |
| 17. | 「1⁄2の神話」                     | 売野雅勇                                  | 大沢誉志幸          |
| 18. | 「サザン・ウインド」              | 来生えつこ                                | 玉置浩二            |
| 19. | 「北ウイング」                    | 康珍化                                    | 林哲司              |
| 20. | 「Blue On Pink」                  | 三浦徳子                                  | 国安わたる          |
| 21. | 「LIAR」                          | 白峰美津子                                | 和泉一弥            |
| 22. | 「トワイライト -夕暮れ便り-」     | 来生えつこ                                | 来生たかお          |
| 23. | 「セカンド・ラブ」                | 来生えつこ                                | 来生たかお          |
| 24. | 「スローモーション」              | 来生えつこ                                | 来生たかお          |

### 2リリース履歴
| 発売日         | レーベル                       | 規格 | 品番          | 備考                                             |
| -------------- | ------------------------------ | ---- | ------------- | ------------------------------------------------ |
| 1989年11月28日 | ワーナーパイオニア             | VHS  | 75L8-8061     |                                                  |
| 1989年11月28日 | ワーナーパイオニア             | LD   | 75L6-8061     |                                                  |
| 1993年3月25日  | ワーナーミュージック・ジャパン | VHS  | WPVL-8151     | [ 18 ]                                           |
| 1993年3月25日  | ワーナーミュージック・ジャパン | LD   | WPLL-8151     | [ 19 ]                                           |
| 2000年8月23日  | ワーナーミュージック・ジャパン | DVD  | WPB6-90001    | [ 16 ]                                           |
| 2001年11月7日  | ワーナーミュージック・ジャパン | DVD  | WPB6-90102    | [ 20 ]                                           |
| 2003年11月1日  | ワーナーミュージック・ジャパン | DVD  | WPBL-90015    | [ 21 ]                                           |
| 2004年11月3日  | ワーナーミュージック・ジャパン | DVD  | WPBL-90015    | [ 22 ]                                           |
| 2006年6月21日  | ワーナーミュージック・ジャパン | DVD  | WPBL-90065    | [ 12 ]                                           |
| 2007年1月24日  | ワーナーミュージック・ジャパン | DVD  | WPBL-90090〜4 | 『5.1オーディオ・リマスターDVDコレクション』より |
| 2014年6月18日  | ワーナーミュージック・ジャパン | BD   | WPXL-90075    | [ 24 ]                                           |

## AKINA INDEX-XXIIIThe 8th Anniversary
AKINA INDEX-XXIII The 8th Anniversary（アキナ・インデックス23・ザ・エイス・アニバーサリー）は、日本の歌手中森明菜のスペシャル・ライブ。このライブは1989年4月29日と4月30日によみうりランドEASTにて、中森のデビュー8周年を記念して開催された。
概要
本ライブでは、デビュー曲「スローモーション」から「LIAR」（B面曲「Blue On Pink」を含む）までのシングル曲が披露された。1989年11月には、本ライブをソフト化したライブ・アルバム『AKINA EAST LIVE INDEX-XXIII』と、ライブ・ビデオ『AKINA EAST LIVE INDEX-XXIII』がそれぞれリリースされている。
セットリスト

| 1. 「TATTOO」 2. 「DESIRE -情熱-」 3. 「Fin」 4. 「SOLITUDE」 5. 「BLONDE」 6. 「I MISSED "THE SHOCK"」 7. 「SAND BEIGE -砂漠へ-」 8. 「AL-MAUJ (アルマージ)」 9. 「ジプシー・クイーン」 10. 「TANGO NOIR」 11. 「ミ・アモーレ〔Meu amor é･･･〕」 12. 「スローモーション」 | 1. 「トワイライト -夕暮れ便り-」 2. 「セカンド・ラブ」 3. 「難破船」 4. 「飾りじゃないのよ涙は」 5. 「禁区」 6. 「少女A」 7. 「十戒 (1984)」 8. 「1⁄2の神話」 9. 「サザン・ウインド」 10. 「北ウイング」 11. 「Blue On Pink」 12. 「LIAR」 |

## クレジット
『AKINA EAST LIVE INDEX-XXIII』（ライブ・アルバム、ライブ・ビデオ）のライナー・ノーツより
| - Musician: FANTASTICS - Keyboard: 藤野浩一、牧口一志 - Bass: 島田隆史 - Guitar: 渡辺武志、北川涼 - Drums: 北村晋也 - Percussion: 梯郁夫 - Piano: KAZUKO TAKEMASA - Chorus: YOHKO YAMADA、KAORU OYAMA、SHINICHI ISHIHARA | - Photo by 清水伸充 - Recorded by MASASHI GOTO - MIXED by 吉田保 - Re-Arrange for Live Performance: 藤野浩一 - 製作協力: 研音、ケン企画、綜合舞台、ヒビノ株式会社、TAMCO |

## 参照
1. ↑  “楽天ブックス: ゴールデン☆ベスト 中森明菜 AKINA EAST LIVE INDEX-10103 - 中森明菜 : CD”.  楽天. 2011年5月22日閲覧。
2. ↑  “The 8th Anniversary AKINA EAST LIVE INDEX-23 中森明菜のプロフィールならオリコン芸能人事典-ORICON STYLE”.  オリコン. 2011年12月25日閲覧。
3. 1 2 3 4  『ALBUM CHART-BOOK COMPLETE EDITION 1970 〜 2005』オリコン・マーケティング・プロモーション、2006年4月25日、455-457頁頁。ISBN 4871310779。
4. 1 2 3 4 5  “ゴールデン☆ベスト AKINA EAST LIVE INDEX-ⅩⅩIII <2011リマスター> | 中森明菜 | ワーナーミュージック・ジャパン - Warner Music Japan”.  ワーナーミュージック・ジャパン. 2011年5月22日閲覧。
5. 1 2 3 4 5 6 7 8  『AKINA』（4×12cmCD）中森明菜、ワーナーミュージック・ジャパン、1993年11月10日。WPCL-770〜3。
6. ↑  『AKINA EAST LIVE INDEX-XXIII』（CT）中森明菜、ワーナー・パイオニア、1989年11月17日。42L4-126。
7. 1 2  “中森明菜 / イースト・ライヴ〜インデックス23 [2CD] [再発] [CD] [アルバム] - CDJournal.com”.   音楽出版社. 2012年3月20日閲覧。
8. ↑  ASIN B004Q2LDFO, ゴールデン☆ベスト AKINA EAST LIVE INDEX－XXIII (2011年5月11日). 2012年3月20日閲覧。
9. ↑  “中森明菜 / ゴールデン☆ベスト AKINA EAST LIVE INDEX-23 [2CD] [CD] [アルバム] - CDJournal.com”.   音楽出版社. 2012年3月20日閲覧。
10. ↑  “検索結果-ORICON STYLE アーティスト/CD検索”. 1989年11月第4週の邦楽アルバムランキング情報.   オリコン. 2012年4月12日閲覧。
11. ↑  “中森明菜-リリース-ORICON STYLE ミュージック”.   オリコン. 2012年3月20日閲覧。
12. 1 2 3  “中森明菜イースト・ライヴ インデックス23 <5.1 version> | 中森明菜 | ワーナーミュージック・ジャパン - Warner Music Japan”.   ワーナーミュージック・ジャパン. 2011年5月22日閲覧。
13. 1 2  『AKINA EAST LIVE INDEX-XXIII』（2×12cmCD(GOLD CD)）中森明菜、ワーナー・パイオニア、1989年11月17日。54L2-5106〜7。
14. 1 2 3  『AKINA EAST LIVE INDEX-XXIII』（VHS）中森明菜、ワーナー・パイオニア、1989年11月28日。75L8-8061。
15. ↑  中森明菜（歌手）『AKINA EAST LIVE INDEX-XXIII』（DVD）ワーナーミュージック・ジャパン、2007年1月24日、該当時間: 1時間12分14秒-1時間13分50秒。WPBL-90091。
16. 1 2  “中森明菜/イースト・ライヴ インデックス23 [DVD] - CDJournal.com”.   音楽出版社. 2012年3月20日閲覧。
17. ↑  “中森明菜/イースト・ライヴ インデックス23 5.1 version [DVD] - CDJournal.com”.   音楽出版社. 2012年3月20日閲覧。
18. ↑  “中森明菜/ザ・8th・アニヴァーサリー・アキナ・イースト・ライヴ・インデックス23 [VIDEO他] - CDJournal.com”.   音楽出版社. 2012年3月20日閲覧。
19. ↑  “中森明菜/ザ・8th・アニヴァーサリー・アキナ・イースト・ライヴ・インデックス23 [VIDEO他] - CDJournal.com”.   音楽出版社. 2012年3月20日閲覧。
20. ↑  “イースト・ライヴ・インデックス23 中森明菜のプロフィールならオリコン芸能人事典”.   オリコン. 2012年3月20日閲覧。
21. ↑  “イースト・ライヴ インデックス23 中森明菜のプロフィールならオリコン芸能人事典”.   オリコン. 2012年3月20日閲覧。
22. ↑  “8th Anniversary Akina East Live Index Xxiii(限定盤, ライブ盤, リイシュー, スタンダード)【DVD】-中森明菜 発売国：日本｜ポップス｜ジャパニーズポップス｜音楽｜HMV ONLINE CD、DVDの通販-ゲーム、書籍、 タレントの写真集も”.  HMV. 2012年3月20日閲覧。
23. ↑  “中森明菜/5.1オーディオ・リマスターDVDコレクション〈5枚組〉 [DVD] - CDJournal.com”.   音楽出版社. 2012年3月20日閲覧。
24. ↑  “中森明菜/イースト・ライヴ インデックス23 5.1 version[Blu-ray]〈5.1 version〉”.   Warner Music Japan. 2020年12月8日閲覧。